# Nouvelle critique
Il concetto di nouvelle critique indica, spesso polemicamente, una serie di direzioni innovative apparsa nel campo accademico francese della critica letteraria con il breve saggio di Roland Barthes Sur Racine nel 1963.
Questo gruppo di nuove critiche tendeva a soppiantare la storia della letteratura come metodo primario d'interpretazione delle opere, per esempio con l'adozione di metodi ispirati dallo strutturalismo o l'affermazione che "il tempo delle opere" è indipendente dal "tempo della storia". Oltre al lavoro di Barthes, sono generalmente associate alla nouvelle critique le opere di Jean Starobinski, Jean-Pierre Richard, Jean-Paul Weber e Serge Doubrovsky.
La disputa iniziale, in ordine cronologico:
- Roland Barthes, Sur Racine, collana Pierres vives, Le Seuil, 1963.
- Raymond Picard, Nouvelle critique ou nouvelle imposture, collana Libertés, J.-J. Pauvert, 1965.
- Jean-Paul Weber, Néo-critique et paléo-critique ou Contre Picard, collana Libertés, J.-J. Pauvert, 1966.
- Roland Barthes, Critique et vérité, collana Tel Quel, Le Seuil, 1966.
- Serge Doubrovsky, Pourquoi la nouvelle critique ? Critique et objectivité, Mercure de France, 1966.